# Charlie Murphy
Charles Quinton Murphy (n. 12 iulie 1959, New York City, New York, SUA – d. 12 aprilie 2017, New York City, New York, SUA) a fost un actor, comedian și scenarist american. Charlie Murphy este cel mai bine cunoscut ca scenarist și ca membru al serialului Comedy Central Chappelle's Show. Este fratele mai mare al lui Eddie Murphy.

## Filmografie

### Filme
| An   | Titlu                                   | Rol                            | Note                     |
| ---- | --------------------------------------- | ------------------------------ | ------------------------ |
| 1989 | Harlem Nights                           | The Muffin Man                 |                          |
| 1990 | Mo' Better Blues                        | Eggy                           |                          |
| 1991 | Jungle Fever                            | Livin' Large                   |                          |
| 1993 | CB4                                     | Gusto                          |                          |
| 1995 | Vampire in Brooklyn                     |                                | Scenarist                |
| 1996 | The Pompatus of Love                    | Saxophone Man                  |                          |
| 1998 | The Players Club                        | Brooklyn                       |                          |
| 1999 | Unconditional Love                      | Detectiv                       |                          |
| 2002 | Paper Soldiers                          | Johnson                        | Și scenarist             |
| 2003 | Death of a Dynasty                      | Dick James/Dukey Man/Sock Head |                          |
| 2005 | Lovesick                                | Damian                         |                          |
| 2005 | King's Ransom                           | Herb Clarke                    |                          |
| 2005 | Roll Bounce                             | Victor                         |                          |
| 2006 | Night at the Museum                     | Taxi Driver                    | Cameo                    |
| 2007 | Three Days to Vegas                     | Andre                          |                          |
| 2007 | Mattie Fresno and the Holoflux Universe | Griss                          |                          |
| 2007 | Norbit                                  | Lloyd the Dog                  | Rol cameo / și scenarist |
| 2007 | Unearthed                               | Hank                           |                          |
| 2007 | Twisted Fortune                         | Angel Robbins                  |                          |
| 2007 | Universal Remote                        | Diverse                        |                          |
| 2007 | The Perfect Holiday                     | J-Jizzy                        |                          |
| 2008 | Bar Starz                               | Clay the Doorman/Arnie         |                          |
| 2008 | The Hustle                              | Junior Walker                  |                          |
| 2009 | Frankenhood                             | Franklin                       |                          |
| 2010 | Our Family Wedding                      | T.J.                           |                          |
| 2010 | Lottery Ticket                          | Semaj                          |                          |
| 2012 | Moving Day                              | Cedric                         |                          |
| 2016 | Meet the Blacks                         | Key Flo                        | Last role                |

### Televiziune și direct-pe-video
| An        | Titlu                                 | Rol                   | Note                                                   |
| --------- | ------------------------------------- | --------------------- | ------------------------------------------------------ |
| 1990      | The Kid Who Loved Christmas           |                       | Film TV                                                |
| 1995      | Martin                                | Big Bro               | 1 episod                                               |
| 1995      | Murder was the Case: The Movie        | JC                    | Direct-pe-video                                        |
| 2003–2006 | Chappelle's Show                      | Diverse               | 8 episoade, și scenarist                               |
| 2004      | One on One                            | Senator Larry Eldrige | Serial TV                                              |
| 2005      | Denis Leary's Merry F#%$in' Christmas | Rolul său             |                                                        |
| 2005–2010 | The Boondocks                         | Ed Wuncler III        | voce, 10 episoade                                      |
| 2006      | Thugaboo: Sneaker Madness             | Big Kid               | voce                                                   |
| 2006      | Thugaboo: A Miracle on D-Roc's Street | Big Kid               | voce                                                   |
| 2006      | Wild 'n Out                           | Rolul său             |                                                        |
| 2007      | Beef IV                               | Narator               | voce                                                   |
| 2007      | We Got to Do Better                   | Gazdă                 | Serial TV                                              |
| 2007      | Pauly Shore's Natural Born Komics     |                       | Direct-pe-video                                        |
| 2009      | Nite Tales: The Series                |                       | Serial TV                                              |
| 2010      | Freaknik: The Musical                 | Al Sharpton           | Special TV Doar voce                                   |
| 2010      | Charlie Murphy: I Will Not Apologize  | Rolul său             |                                                        |
| 2010      | Lopez Tonight                         | Rolul său             |                                                        |
| 2010–2011 | Are We There Yet?                     | Frank                 | Serial TV, 5 episoade                                  |
| 2010      | 1000 Ways to Die                      | Rolul său             | Serial TV                                              |
| 2011      | The Cookout 2                         | Antrenor Ashmokeem    | Film TV                                                |
| 2012–2014 | Black Dynamite                        | A Cat Named Rollo     | Voce 2 episoade                                        |
| 2013      | Hawaii Five-0                         | Don McKinney          | Serial TV                                              |
| 2014–2015 | Black Jesus                           | Vic                   | Serial TV                                              |
| 2016      | Teenage Mutant Ninja Turtles          | Bellybomb             | voce Episodul: "Journey to the Center of Mikey's Mind" |

### Jocuri video
| An   | Titlu                                           | Rol        | Note |
| ---- | ----------------------------------------------- | ---------- | ---- |
| 2004 | Grand Theft Auto: San Andreas                   | Jizzy B.   |      |
| 2006 | Marc Eckō's Getting Up: Contents Under Pressure | White Mike |      |